# غازي عيسى
غازي عيسى (1947- ...)، شاعر لبناني له العديد من الدواووين الشعرية باللهجة المحكية.

## ولادته
وُلد في بلدة المالكية إحدى القرى السبع في شمال فلسطين وذلك في العام 1947م.

## عمله
عمل في التجارة لا سيما بتجارة السجّاد.

## دواوينه
صدر له ستة دواوين:
- صيحة ناطور
- جرح الغربة
- بائع الرياحين
- عريس الحواكير
- طبيب الفقراء
- المجدلية